# 마다역
마다역(일본어: 馬田駅)은 일본 후쿠오카현 아사쿠라시에 위치한 서일본 철도 아마기 선의 역이다.

## 역사
- 1921년 12월 8일: 미쓰이 전기궤도의 역으로 영업 개시.
- 1924년 6월 30일: 회사의 합병으로 본 회사의 역이 됨.
- 1942년
  - 9월 19일: 규슈 전기궤도에 합병되어 본 회사의 역이 됨.
  - 9월 22일: 규슈 전기궤도가 서일본 철도로 회사명 변경.
- 2008년 5월 18일: IC카드 nimoca의 공용 개시.
- 2017년 2월 1일: 역 번호 도입.

## 역 구조
단선 승강장 1면 1선의 지상역으로 무인역이다.

### 승강장
| 1 | ■ 아마기 선 | 아마기 행                         |
| 1 | ■ 아마기 선 | 미야노진・하나바타케・오무타 방면 |

## 역 주변
- 아사쿠라 시립 마다 초등학교
- 마다 우체국
- 이온 아마기 쇼핑 센터
- 국도 제500호선

## 인접역
| 서일본 철도 ■ 아마기 선    | 서일본 철도 ■ 아마기 선 | 서일본 철도 ■ 아마기 선 |
| -------------------------- | ----------------------- | ----------------------- |
| A03 가미우라 미야노진 방면 |                         | 아마기 A01 아마기 방면  |